# Повстання у Дагестану та Чечні (1877)
Повстання у Дагестану та Чечні або Малий газават  — антиколоніальне повстання народів Дагестану та Чечні проти дій Російської імперії. Тривало з квітня до листопада 1877 року. Відбулося під час російсько-турецької війни 1877–1878 років.

## Передумови
Після завершення Великої Кавказької війни у 1864 році та полону імама Шаміля на деякий час дагестанці замирилися. Російські війська, головним чином, розташовувалися у Темір-Хан-Шурі, Чир-Юрті, Деш-Лагорі і Петровську. Таке розташування військ пояснюється незручностями розташування в суворих горах, та й загальною впевненістю російських окупантів в спокої краю.
Втім у 1866 році у південному Дагестані — Табасарані — відбулися перші заворушення. У 1871 році у гірській частині — Ункратлі — відбулися чергові заворушення. У 1877 році розпочалася нова російсько-турецька війна (або Друга Східна війна). Проте в цей час Дагестан був настільки спокійний, що припускали звідти вивести 21-у піхотну дивізію і частину її спрямувати на турецький кордон. Водночас таємно відбувалася пропагандистська робота з боку Османської імперії, яка розглядала дагестанські народи як своїх союзників. Проводилася робота серед мусульманського населення, яке Стамбул схиляв на свій бік обіцянками матеріальної і військової допомоги, закликами до ісламської солідарності, боротьбі за свободу, боротьбі з іновірцями.
У лютому в Дагестані оголошено воєнний стан, а в Дешлагаре, Ішкартахі, Чир-Юрті, Ботліхі, Гунібі, Хунзаху, Ахтахі, Ходжалмахах організовані опорні пункти або штаб-квартири і військові укріплення росіян. Для забезпечення перекидання бойових засобів в ці та інші пункти на вимогу військового губернатора М. Т. Лоріс-Меликова асигновано 100 000 карбованців. Місцевим командам доставлені бойові запаси по 100 патронів на рушницю, для чого було потрібно близько 500 000 патронів, гармати були забезпечені полуторним комплектом снарядів.
Влітку 1877 року в с. Согратль прибули чотири султанських емісари — Мухаджіра Аббас-паша (виходець з с. Ансалта), Гітінавас-Каді (з с. Гоцатль), Хаджіяв ібн-Давида і Міну-Алі, закатальці. Вони пред'явили лист від Газі-Мухаммада, сина імама Шаміля, генерала турецької армії, в якому повідомлялося про неминучу перемогу Османської імперії, про швидке прибуття османських військ з грошима і зброєю, йшлося про те, що дагестанці повинні негайно повстати. Вчений Мухаммад відкрито зачитав на базарній площі Кумух лист Газі-Мухаммада із закликом до повстання.
Безпосереднім приводом стала поразка російських військ від османів у битві під Карсом. Це спричинило надії дагестанців та чеченців на звільнення від російського гноблення.

## Перебіг повстання
В ніч на 13 квітня одночасно з початком військових дій на Кавказькому фронті російсько-турецької війни, спалахнуло повстання в Чечні. Збори представників з чеченських товариств у кількості 60 осіб поблизу аулу Саясан, прийняв присягу «розірвати всякі зносини з існуючою владою», «оголосити себе незалежними», оголошують газават і проголошують імамом мешканця аулу Симсир Алібека-Хаджі Алданова, а в Чеберлоє до нього приєднується Дада Залман. У перші ж дні повстання охопило 47 аулів Ічкерії з населенням 18 тис. осіб.
Перші заворушення сталися в Чечні, а звідти перекинулись в Дагестан, спочатку в Гумбетовському і Дідоєвськом громадах, а потім по всій Дагестанській області. Вже 18 квітня кавказький намісник великий князь Михайло Миколайович наказав вжити енергійних заходыв для швидкого придушення повстання. 19 квітня у Терській області оголошено військовий стан. Начальник нагорного Дагестану полковник князь Накашідзе спрямував 2 батальйони і гірську напівбатарею рушив проти повсталих. Спочатку було атаковано аул Сіух, де мешканці зазнали поразки (80 загиблих) внаслідок застосування далекобійних і скорострільних рушниць у порівняні з дагестанськими.
При цьому з військами до станиці Грозної прибув генерал-ад'ютант Олександр Свистунов. Звідси він командував усіма загонами у західному та північному Дагестані та Чечні. В останній повстали аули Майртуп, Гельдіген, Цацан-юрт, Бачі-юрт, Ілісхан-юрт, Аллерой-аул, Цонтара.
22 квітня повстанці спробували пробитися до укріплення Герзель і Хасав-юрт. Того ж дня відбувся бій росіян з чеченцями на чолі із Актоєм на березі річки Аксай, вище Ішхой-юрта. Біля Майртупа відбувся переможний для повсталих бій між 500 вояків Алібека-Хаджі із загоном полковника Нуріда і підполковника Долгова у складі 4-х батальйонів Куринського і Навагінского полків, сотні Сунженського полку, 6 гармат добровольчого загону. Після цього захоплено аул Курчалой. Проте спроба захопити Гудермес виявилася невдалою. 28 квітня зірвалася спроба Алібека-Хаджі захопити Шалі.
Наприкінці квітня повстала Аргинська округа на чолі із Дадою Залмаєвим, до Алібека-Хаджі приєдналися громади Гумбета й Салатавії в Дагестані. На противагу цьому до Дагестану й Чечні рушили регулярні російські частини у складі 16846 солдат, 730 кінноти та 24 гармат, в Терську область спрямовано 24409 солдат, 16 козачих сотень, 104 гармати. 10 травня розпочався наступу російських військ на Східну Чечню: з Грозного — загону під командуванням генерала О.Свистунова, з Хасав-юрта — на чолі з полковником Бат'яновим, з боку Анді — під начальством полковника Накашідзе. Всі загони 14 травня повинні були зустрітися в Беноє.
13 травня Алібек-Хаджі витримав наступ росіян в аулі Акташ та Салатвії, змусивши ворога відступити до Хасав-юрта та Кечені. 14 травня полковник Накашідзе вирушив з Анді, намагаючись вгамувати землі до Беноя, але 16 травня росіяни вдруге зазнали поразки при аулі Аух. 17 травня Свистунов знищив аули Зандак, Байтаркі, Симсір. 28 травня придушене повстання у Салатвії та Гумбеті.
30-31 травня дідойці звільнилися від влади Росії, після цього захопили Кадорську вежу, стали проникати до Алазанської долини, намагаючись захопити Телавський повіт. 16-18 червня відбувалися бої за аул Асахо, який зрештою було захоплено князем Накашідзе. В результаті дідойці вимушені були підкоритися.
У великому аулі Гунібського округу Согратль, зібралися на раду дагестанські мулли і вирішили розгорнути зелений прапор. Імамом було обрано Хаджі-Магомет, син шанованого столітнього аксакала Абдурахмана-Хаджі. Війська повсталих очолив нащадок казікумухських власників, відставний майор Джафар-хан (син Агалар-хана), наїб ротмістр Абдул-Меджид з 8 тис. місцевої міліції, наїб штабс-капітан Фаталі-бек і прапорщик міліції Муртузалі.
У південному Дагестані на чолі повсталих стали: син колишнього правителя Кайтага — генерала Джамал-бека — Мехті-бек Уцміев, нащадок кюрінських ханів Магомет-Алі і наїб Казі-Ахмет-бек.
22 червня Алібек-Хаджі зайняв сильну позицію на висоті Кожалк-Дук, де об'єднав 300 добірних вояків, але вже через 2 дні зазнав поразки від полковника Бат'янова, що мав під командуванням 2 батальйони, 2 роти Кабардинського піхотного полку, взвод гірських гармат, 2 сотні Кизляр-Гребенського полку, 3 сотні інгушів, осетин і кумиків, місцева міліцію, 2 роти Куринського полку, 1 батальйон Таманського полку. Але втрати повсталих склали лише 40 вояків.
1 липня розпочалося повстання в аулах, розташованих по р. Басе, Махкети, Хатуні, Тауз, Агішти, Елістанжи під керівництвом Абдул-Хаджі і Тангая. Це викликало хвилювання у Веденському та Аргунському округах. До 18 липня росіяни завдали поразки чеченцям в Аргунському окрузі. Але нову енергію повсталим надав Ума-Хаджі Дуєв. 24 липня генерал-ад'ютант О.Свистунов прибув до Шатоя, щоб керувати придушенням повстання в Аргунському окрузі.
На початку серпня генерал-майора О.Смєкалова призначено командувачем усіма військами, що діють, проти повстанців у Аргунському, Веденському округах, Аухі та Салатавіі, де знову піднялися горці. У відповідь Алібек-Хаджі перетягнув на свій бік усі аули Веденського райони та взяв в облогу Ведено, де перебував генерал Смєкалов. Проте останній 14 серпня завдав поразки чеченцями у битвах при Дишні-Ведено та висотах Гамардук. Алібек-Хаджі відступив до Центороя. Проте 15-17 серпня у боях в районі Кеташ-Корт та Ертен-Корт генерал Смєкалов не досяг рішучого успіху та відступив до Ведено.
До 21 серпня підкорено землі до Беноя, також аули уздовж рік Аксай та Аман-Су. Водночас голова повсталих Уман-Хаджі зайняв Бассовські аули, де став збирати нову армію.
29 серпня, дагестанці захопили Георгієвський міст через Кара-Койсу, а потім Салтинську ущелину. Проте того ж дня загін начальника середнього Дагестану, полковника Войно-Оранського з Гунібу швидко досягли Георгієвського моста та вибили звідти дагестанців. Проте дагестанці незабаром взяли в облогу залогу мосту, яка тривала з вересня до жовтня. Але зрештою горці вимушені були відступити.
Водночас повстав Гунібський округ, дагестанці взяли облогу гарнізони в аулах Гуніб та Хундзар. Повстали жителі села Согратль, громади Тлессерух, Карах, Тілітль, Гідатль, Кородо і Куяда. 30 серпня оголошено утворення імамату на чолі із Мухаммадом-Хаджі. В цей момент лише у Чечні росіяни зосередили близько 35 тис. вояків та 104 гармати.
8 вересня спалахнуло повстання в Казікумухський окрузі, де штабс-капітан Фаталі-бек з місцевою міліцею перейшов на бік повсталих. Останній разом з Абдул-Меджидом захопив Кумух. Це призвело до повстання чохців, громад Цудахар та Куппа, Даргінський округ. В Кумухі майора Джафара оголосили місцевим ханом.
9 вересня нагорній і гунібський загони з'єдналися у Георгіївського моста. Разом з додатковими загонами війська зросли до 5 батальйонів, але командування не наважилася активно діяти проти повсталих.
З Тер-Хан-Шури спрямовані війська до південного Дагестану на чолі із полковником Тер-Асатурова з кінно-іррегулярним полком, батальйоном піхоти і 2 гарматами. У селища Лаваші росіяни завдали поразки горцям на чолі із Фаталі-беком, які втратили 400 вояків, сам Фаталі-бек загинув.
11 вересня Мехті-бек взяв в облогу Дешлагар, штаб-квартиру Самурського полку. Після захоплення Дешлагара Мехті-бек планував зайняти Порт-Петровськ. Втім дії Тер-Асатурова завадили цьому — облога Дешлагара була знята. Потім Тер-Асатуров завдав поразки горцям біля аулів Отеміша, Каякента, Джемікента, а 23 вересня звільнив усі дороги до Дербенту, який взяли в облогу каратінці, лезгини та табасарани.
Проте повстали північний та південний Табасаран, де очільниками повсталих стали Умалат-Рустан-бек Кадієв та Аслан-бек відповідно. Заворушення відбулися в Кюрінському окрузі, повстали лезгіни. 27 вересня Андійський округ приєднався до Алібек-Хаджі, повстав Самурський округ на чолі із Казі-Ахмед-беком. Тоді ж відбулося проголошення Мехті-бека уцміем (володарем) Кайтага-Табасарани, Магомед-Алі-бека — Кюрінським ханом, Казі-Ахмед-бека — Ахтинським ханом. Але вже 28 вересня генерал Смєкалов змусив відступити Алібека-Хаджі на гору Дюр-Корт.
4 жовтня біля Янгі-Кента відбулася битва між загонами на чолі із Джафар-ханом й Мехті-беком та генералом Комаровим, в результаті повстали зазнали тяжкої поразки. 20 жовтня зайнято важливий аул Цудахар. До 8 жовтня тривали бої чеченців з росіянами в Симсірських лісах. 9 жовтня Алібек-Хаджі відступає до Дагестану. За ним послідували Дада Умаєв та Дада Залмаєв. 14-15 жовтня князь Накашідзе перейшов до Ходжал-Махі, потім рушив до Куппи, де відбувся запеклий бій. В результаті Ходжал-Махі та Купп були захоплені.
24 жовтня російські каральні війська підійшли до Маджаліс. Після янгі-кентської битви казікумухці, вже не наважувалися вступити в бій з військами і залишають Маджаліс, відступаючи до Кюрінського округу (через Табасарани). Кайтагські старійшини підкорилися генералу Комарову, який переслідував Джафар-хана. Останній здався загону Мамалави у с. Сумбатль. 25 жовтня захоплено аул Телітль, до 28 жовтня придушено повстання у західному Дагестані та Табасарані.
1 листопада росіяни захопили Самур та Ахти. Ці події деморалізували повсталих. На бік російської армії перейшли ватажки дагестанців Аслан-бек Руджинський та Нох-бек Джабраїлов. 3-4 листопада біля аулу Урлі та гори Ангунак відбулися бої між горцями на чолі із Абдул-Меджидом та російськими загонами, де перемога дісталася останнім. 4-5 листопада точилися бої за аул Кутіши. 4 листопада підкорено важливий аул Согратль, де захоплено імама Хаджі-Магомеда, наїба Абдул-Меджид та ще 274 активних учасників повстання. 10 листопада Мехті-бек намагався втекти до Персії, але був схоплений. До 20 листопада Самурський та Даргінський округи, весь південний Дагестан знову підкорилися російській владі. 27 листопада Алібек-Хаджі здався князю Авалову, начальнику Веденського округу. Повстання було завершено.

## Наслідки
Відправлено у заслання від 10 до 30 тисяч мешканців Дагестану та Чечні. Каральні загони росіян продовжували діяти до середини 1878 року. 4-6 березня 1878 року відбувся тимчасовий військово-польовий суд, що засідав в Грозній, з 17 осіб засудив до страти через повішення 11 учасників повстання. Їх страчено 9 березня.

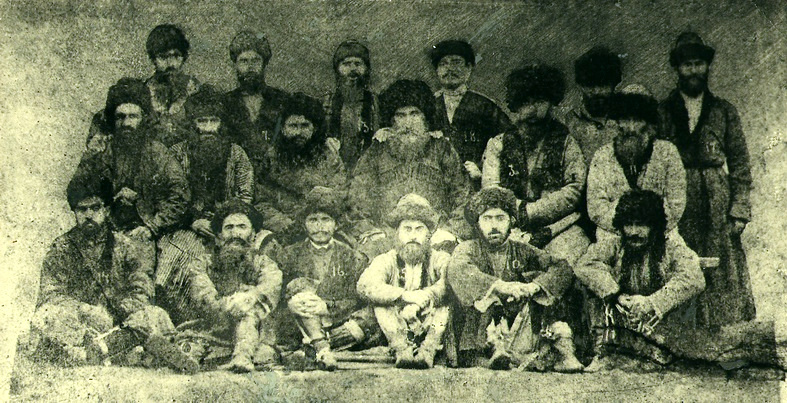
Фотографія, зроблена у фортеці Грозна після вироку, зачитаного військово-польовим судом у грудні 1877 року. У центрі — Ума Дуєв, праворуч від нього — Алібек-Хаджі.